# زلة
مدينة زلة : هي بلدة ليبية على بعد 750 كيلومتر إلى الجنوب الشرقي لمدينة طرابلس.
ويربطها طريق معبد بطول 164 كم مع مدينة ودان وآخر بطول 225 كم مع مدينة مرادة وهي ضمن منطقة الجفرة.

## معالمها الأثرية
- قلعة زلة الأثرية. (وهي التي نشأت منها المدينة)
- منطقة مدوين، هي واحة قديمة جدا تتميز بوفرة المياه.
- رأس إمحيريق وراس البقرة الذي توجد بهما بقايا معمارية ربما تكون رومانية.
- سلسلة جبال الهاروج التي تتنوع التضاريس بها حيث توجد في أعالي بعض جبالها فتحات بركانية لا زالت تخرج منها الأبخرة الساخنة.
- واحة ترزة وهي عبارة عن غابات من النخيل التي أُنشئت على المياة الجوفية القريبة.
- واحة تاقرفت والتي جرت على أرضها معركة تاقرفت الشهيرة بين المجاهدين الليبين وجنود العدوان الإيطالي وبها قلعة ونصب تذكاري يخلد ذكرى المعركة.
- واحة أم الغزلان وهي من غابات النخيل التي كانت تمثل مصدر الغذاء للسكان.

## أصل التسمية
اختلفت الروايات في تحديد مدلول زله ،فذكرها الإدريسي في كتابه "نزهة المشتاق في اختراق الأفاق "باسم (زاله)، وذكرها البكري في كتابه "المسالك والمالك" باسم (زلهى) بالألف المقصورة، وذكرها ابن الفداء في كتابه "تقويم البلدان" باسم (زالًه)، كما وردت في كتاب الاستبصار في عجائب الأمصار باسم (زلي)، ومن خلال ذلك يبدو واضحاً أن الاسم الحالي لمدينة زله، ربما قد جاء تطوراً مرحلياً لأسمائها المختلفة، وحسب الروايات المحلية المتواترة، ربما يرجع سبب تسمية زله لأسم بربري قديم أطلق عليها، فقد كانت تدعى (عين زلال) حيث يوجد بها عين ماء عذبة طيبة المذاق، وتعرف إلى الآن باسم (عين زله)، وتشير دراسات الديموغرافيا التاريخية من خلال تتبع تعمير منطقة زله أنها كانت مأهولة بالسكان منذ فترة طويلة جداً حيث استوطنتها بعض القبائل الليبية البربرية (مزاته، هوارة) في القرنيين  (الخامس والسادس الهجري - الحادي عشر والثاني عشر الميلادي)، وتدل الشواهد الأثرية على تعاقب هذه القبائل على الموقع الحالي للمنطقة، أما بعد الهجرة العربية(بني هلال، بني سليم)أستقر فيها بعض من عرب قبيلة الجهمة ، وتشير المصادر التاريخية إلى أن قبيلة أولاد اخريص بقيادة (اخريص بن عبدالعزيز بن موسى العزاوي الجهمي )هي أول قبيلة عربية استقرت في المنطقة في منتصف القرن(7هـ/13م) كما شهدت المنطقة في القرن العاشر الهجري (السادس عشر الميلادي) تغيير جذري في عملية إعمار المنطقة توافدت عليها العديد من بطون بعض القبائل والعائلات والأفراد من المنطقة الشرقية والغربية والجنوبية، وبذلك أصبحت المنطقة تتميزً بتنوع بشريً يضم الكثير من القبائل الليبية. ويذكر محمد بن عثمان الحشائشي في نهاية القرن الثالث عشر الهجري (التاسع عشر الميلادي): أن أولاد اخريص هم المسيطرون على البلدة، وأن البلدة كانت مصابة بالكوليرا زمن مروره بها.

## حقول نفطية مجاورة للقرية
- حقل الصباح
- حقل زلة
- حقل الغاني
- حقل الظهرة
- حقل الناقة

## داخل زلة
قلعة زلة من المعالم التاريخة داخل المدينة وهي تقع في مرتفع حصين ويوجد بداخلها بئر وتحيط بها الكثبان الرملية وفي الأصل هي أحد الحصون الرومانية التي فتحت على يد العرب في حملة عقبة بن نافع الذي أرسل الفاتحين بقيادة (بسر بن أبي أرطاه) الذي مهّد الطريق للإسلام والثقافة العربية التي تعززت بالهجرات العربية في القرون اللاحقة ولقد أُعيد بناء القلعة عدة مرات أما البناء الحالي جديد نسبيا ويرجع للحقبة الإيطالية الإستعمارية.